# Espírito

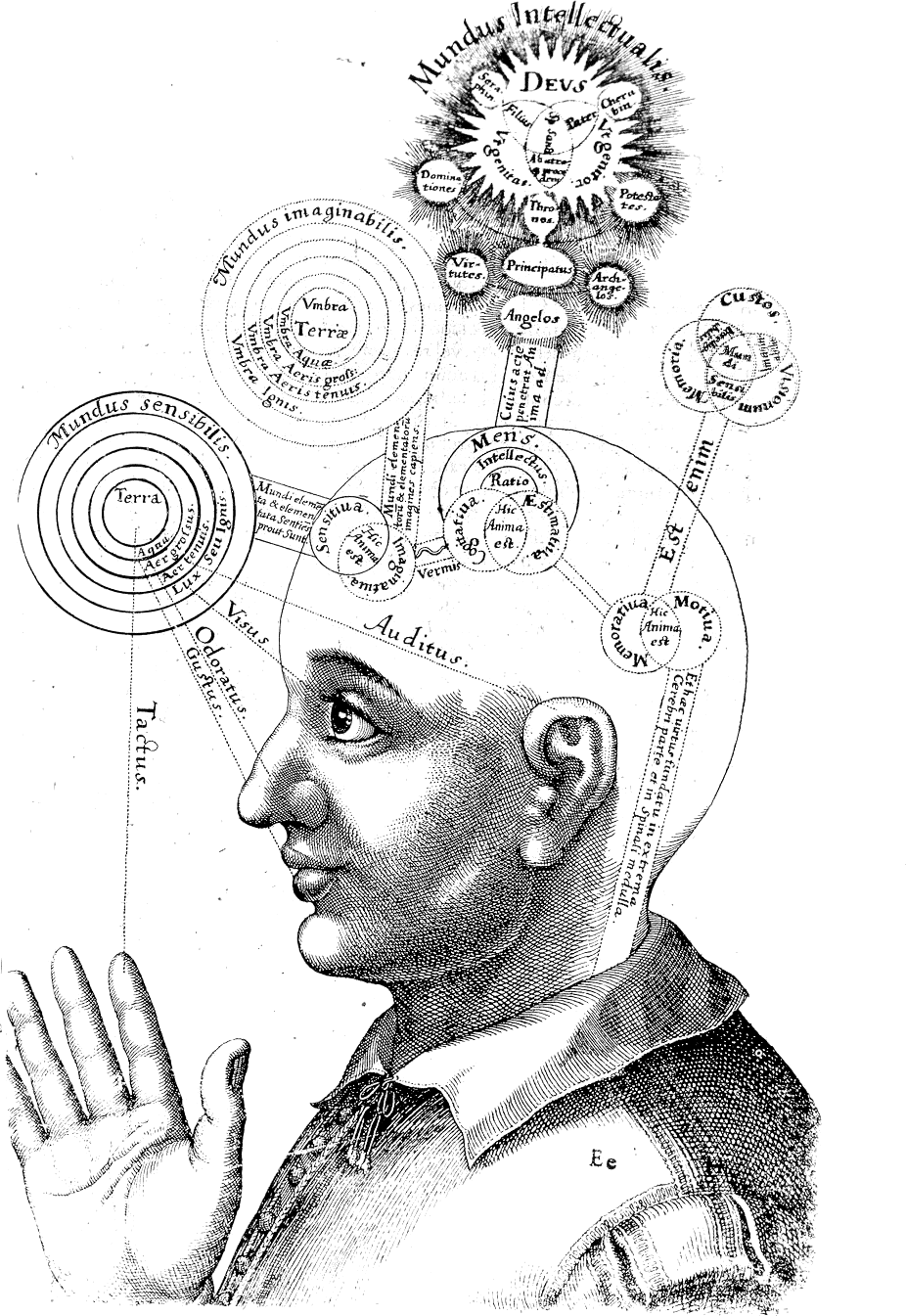
Representação gráfica do espírito, por Robert Fludd. In Utriusque cosmi maioris scilicet et minoris metaphysica, physica atqve technica historia (1619). Tomus II. Tractatus I, sectio I, liber X, "De triplici animae in corpore visione"

A palavra espírito apresenta diferentes significados e conotações, a maioria deles relativos à energia vital que se manifesta no corpo físico. A palavra espírito é muitas vezes usada metafisicamente para se referir à consciência e à personalidade. As noções de espírito e alma de uma pessoa muitas vezes também se sobrepõem, como contraste com o corpo. A ambos atribuem-se a sobrevivência à morte do corpo na religião e pensamentos espiritualistas.
"Espírito" também pode ter o sentido de "fantasma", ou seja, uma manifestação do espírito de uma pessoa falecida. Na filosofia, aparece como sinônimo do termo mente (intercambiável como esprit, no francês, e geist, em alemão), principalmente em questões como o racionalismo de Descartes, no dualismo mente-corpo, e o idealismo (por exemplo, o Espírito (Geist) Absoluto de Hegel no idealismo alemão).
O termo também pode se referir a qualquer entidade incorpórea ou ser imaterial, tais como demônios ou divindades, no cristianismo especificamente do Espírito Santo.

## Etimologia
A palavra espírito tem sua raiz etimológica do Latim "spiritus", significando "respiração" ou "sopro", mas também pode estar se referindo a "coragem", "vigor" e finalmente, fazer referência a sua raiz no idioma PIE *(s)peis- (“soprar”). Na Vulgata, a palavra em Latim é traduzida a partir do grego "pneuma" (πνευμα), (em Hebreu (רוח) ruah), e está em oposição ao termo anima, traduzido por "psykhē".
A distinção entre a alma e o espírito somente ocorreu com a atual terminologia judaico-cristã (ex. Grego. "psykhe" vs. "pneuma", Latim "anima" vs. "spiritus", Hebreu "ruach" vs. "neshama", "nephesh" ou ainda "neshama" da raíz "NSHM", respiração.)
A declaração do apóstolo Paulo nas Escrituras de que "o espírito, alma e corpo" devem ser "conservados íntegros", expressa claramente que alma e espírito são coisas distintas. (1 Tessalonicenses 5:23). Pode-se entender que alma representa a união do espírito "ruach" que é o fôlego de vida com o corpo "o pó da terra". Por isso Deus, ao criar Adão, o tornou "Alma vivente" (Gênesis 2:7). Logo se deduz que a alma também pode morrer, como está escrito em Ezequiel: "a alma que pecar essa morrerá". (Ezequiel 18:4 e 20). Essa passagem de Paulo em 1 Tessalonicenses pode ser entendida como as três dimensões humanas: a fisica (corpo), a mental (espirito) e a sentimental ou emocional (alma), pois o próprio verso diz "o mesmo Deus da paz vos santifique em tudo".  A palavra espírito costuma ser usada em dois contextos, um metafísico e outro metafórico.

## Uso do termo

### Cristianismo
Não há uma única opinião sobre a natureza do homem entre os cristãos. Enquanto certos ramos do cristianismo defendem que "corpo" e "espírito" são partes integrantes do homem, e que este último, separa-se em caso de morte para receber sua recompensa (Céu ou Inferno) segundo a fé ou descrença nos méritos de Cristo por ter morrido na cruz pagando pelos pecados do seu povo; outros defendem que o homem é uma unidade indivisível de corpo, mente (alma) e espírito, e que este último, é somente um "vento" ou "fôlego de vida" soprado por Deus nas narinas do homem na Criação (Gênesis 2:7) e que não possui, em si, qualquer inteligência ou emoção após a morte (Eclesiastes 9:5,6 e 10), alcançando, o ser, sua recompensa (vida eterna ou morte eterna) em carne e osso. Jesus Cristo, nos Evangelhos, também afirmou que o próprio Deus, em sua essência, "é Espírito" (João 4:24).
Na Bíblia, a expressão "espíritos" também se refere aos anjos que se rebelaram contra Deus (versículos 7 a 9 do capítulo 12 do Apocalipse). Na tradição abraâmica, são também chamados de "anjos decaídos" ou "demônios". Eles subordinaram-se à liderança de um anjo rebelde que foi proeminente na hierarquia angélica, comummente denominado por Satanás e Diabo.
Segundo a Bíblia, estes "anjos decaídos" teriam grande força e influência sobre a mente e o modo de viver dos humanos (versículos 14 e 15 do capítulo 11 da Primeira Epístola aos Coríntios), operando grandes sinais de maneira que até fogo do céu fariam descer à terra diante dos homens (versículo 13 do capítulo 13 do Apocalipse). Teriam, ainda, capacidade de se incorporar em humanos e em animais e possuí-los (possessão).
No Novo Testamento, o uso do termo "demónio" (em grego, daimoníon) é limitado e específico em comparação com as noções dos antigos filósofos e o modo em que esta palavra era usada no grego clássico. Originalmente, o termo daimoníon designava as divindades, que podiam ser boas ou ruins.

### Filosofia
Na filosofia, espírito é definido pelo conjunto total das faculdades intelectuais. É frequentemente considerado como um princípio ou essência da vida incorpórea (religião e tradição espiritualista da filosofia), mas pode também ser concebido como um princípio material (conjunto de leis da física que geram nosso sistema nervoso).
Na Antiguidade, o sopro e o que ele portava (o som, a voz, a palavra, o nome) continha a vida, seja em protótipo, em essência ou em potência (mítica). No tronco judaico-cristão das religiões monoteístas patriarcais diz-se que Deus soprou no barro para gerar o (ser no) homem. Dar um nome aos seres vivos ou não, emitir o som do nome (i.e, chamar por um nome, imitar as vozes dos animais, mimetizá-los, fazer do nome onomatopeia, apresentar-lhes na língua, dar-lhes uma palavra que lhes chame, etc), fazer soar pela emissão do sopro vocal, significava possuir (ter o que é deles, a carne, a voz, i.e., ser-lhes o proprietário). Assim, diz-se também que ao dar nomes aos animais, o homem ancestral, tomou deles a posse, tomou deles algo, deu-lhes a representação, o espírito. Nos contos míticos, emitir um som significa chamar pelo ser que atente a tal som. Assim, o génio da lâmpada de Aladino das (Mil e Uma Noites) aparecia quando Aladino esfregava a lâmpada maravilhosa, assim emitindo um ruído ou som que era exactamente o nome do génio encarcerado. Em política, diz-se do espírito das leis, expresso na constituição. O termo espírito das leis vem de Montesquieu, que escreveu um livro sobre com este título, no qual ele descreve o sistema triparte de repartição dos estados.
- Corpo e espírito

Em diferentes culturas, o espírito vivifica o ser no mundo. O espírito também permitiria ao ser perceber o elo entre o corpo e a alma. Entretanto, muitas vezes espírito é identificado com alma e vice-versa, sendo utilizados de forma equivalente para expressar a mesma coisa. Segundo a teoria dualista de Descartes, o corpo e o espírito são duas substâncias imiscíveis, cada qual com uma natureza diferente: o espírito pertenceria ao mundo da racionalidade (res cogitans), enquanto o corpo às coisas do mundo com extensão (res extensa), i.e., ao mundo das coisas mensuráveis. Descartes acreditava que a função da glândula pineal seria unir a alma/espírito ao corpo. Sua visão do ser humano era mecanicista. O corpo era tratado como uma máquina de grande complexidade. Pensava em partes separadas, no que ligaria o que com o que, qual seria a função de cada parte, em suas relações etc. Para algumas tradições religiosas, a morte separa o espírito do corpo físico, e a partir daí, o espírito passa a ser somente da esfera espiritual. Para estas, a morte parece não encerrar a existência de cada ser particular.

### Psicologia
Em psicologia, o espírito designa a atitude mental dominante de uma pessoa ou de um grupo, que motiva-o a fazer ou a dizer coisas de um determinado modo.

### Espiritismo
Segundo a Doutrina espírita, o espírito é o princípio inteligente do Universo. Quando encarnado - ou seja, vestido de um corpo humano - é chamado de alma, nesta situação alma e espírito são as mesmas coisas. A reencarnação, segundo o espiritismo, é o processo de autoaperfeiçoamento por que passam todos os espíritos.
Para os espíritas, o estado natural do espírito seria o de liberdade em relação à matéria, ou seja, a condição de desencarnado. Nesta situação, o espírito mantém a sua personalidade e suas características individuais.
Também segundo a doutrina espírita, a interação do espírito com o corpo se dá através do perispírito. Este conecta a vontade que nasce no espírito com o estímulo que direciona o cérebro.
Para designar um espírito específico, os espíritas utilizam a inicial em maiúsculo, como por exemplo: "O Espírito Emmanuel".

### Teosofia
Na Teosofia, o espírito é associado aos dois princípios mais elevados do Homem, a díade Atman-Budhi, a essência imortal do Homem.